# Dickkopf-Fahnenbarsch
Der Dickkopf oder Hochrücken-Fahnenbarsch (Serranocirrhitus latus) ist ein kleiner Fisch aus der Familie der Fahnenbarsche (Anthiadidae). Er kommt im tropischen, westlichen Pazifik von den Molukken, über das Great Barrier Reef bis nach Fidschi, Neukaledonien und Tonga, nördlich bis zu den Izu-Inseln und Taiwan vor. 

## Merkmale
Der Dickkopf-Fahnenbarsch wird 13 cm lang. Von fast allen anderen Fahnenbarscharten ist er durch seine hohe Gestalt zu unterscheiden. Rücken, Kopfoberseite und teilweise die Flanken sind gelb, die Unterseite mit den paarigen Flossen ist orangerot bei den männlichen Tieren, bei den Weibchen eher violett. Charakteristisch sind zwei gelbe Streifen, die sich vom Auge über die Wangen zum Kiemendeckel erstrecken.
Flossenformel: Dorsale X/18–20, Anale III/7.

## Lebensweise
Der Dickkopf-Fahnenbarsch lebt sehr versteckt einzeln, paarweise oder in kleinen lockeren Gruppen eng an Korallenriffe gebunden. Er hält sich immer in der Nähe von Höhlen oder anderen Unterständen an Außenriffhängen in Tiefen von 15 bis 70 Metern auf. Stets wendet er die Körperunterseite dem nächstgelegenen festen Substrat zu, hält er sich in Höhlen oder unter Überhängen nahe der Decke auf, so schwimmt er also mit dem Bauch nach oben. Er ernährt sich von Zooplankton.

## Systematik
Der Verfasser der Erstbeschreibung, Watanabe bemerkte bei der Untersuchung des Fisches Gemeinsamkeiten mit den Sägebarschen und den Büschelbarschen (Cirrhitidae), ordnete den Fisch den Büschelbarschen zu und betonte durch den wissenschaftlichen Gattungsnamen Serranocirrhitus die Gemeinsamkeiten mit beiden Familien. Die Ähnlichkeit mit den Büschelbarschen wird auch durch den englischen Namen Hawkfish anthias betont.
1962 wurde der Fisch, Typusexemplar war hier ein farblich etwas abweichendes Exemplar, durch den australischen Ichthyologen Whitley unter dem Namen Dactyanthias mcmichaeli ein zweites Mal beschrieben. Erst 1978 bemerkten der US-amerikanische Ichthyologe John Ernest Randall und der nordamerikanisch-südafrikanische Ichthyologe Phillip C. Heemstra die doppelte Beschreibung, synonymisierten Dactyanthias mcmichaeli mit Serranocirrhitus latus und ordneten den Fisch den Fahnenbarschen (Anthiadinae), damals eine Unterfamilie der Sägebarsche, zu. Ein direkter Vergleich der Typusexemplare von Watanabe und Whitley war zu diesem Zeitpunkt nicht mehr möglich, da Watanabes Exemplar bereits im Dezember 1945 von US-amerikanischen Marineinfanteristen in der Bucht von Tokio „entsorgt“ worden war.